# Anua disjungens
Anua disjungens är en fjärilsart som beskrevs av Walker 1858. Anua disjungens ingår i släktet Anua och familjen nattflyn. Inga underarter finns listade i Catalogue of Life.